# Bulbophyllum microrhombos
Bulbophyllum microrhombos là một loài phong lan thuộc chi Bulbophyllum.